# Велика награда Кине
Велика награда Кине је трка у оквиру шампионата формуле 1.
Трка се вози од 2004. и то на стази Шангај интернашонал у близини Шангаја.

## Историја
Идеја о Великој награди Кине се јавила током 1990-их.
Кинеска комунистичка влада је првобитно имала идеју да се стаза изгради у јужној Кини, у провинцији Гуангдонг.
Након завршетка стазе, трка је била убачена у прелиминарни календар трка за 1999. годину, али је ипак та одлука повучена.
Године 2002. је објављено да је стаза у Шангају потписала седмогодишњи уговор о одржавању Велике награде Кине, почевши од 2004. године.
Прва трка је одржана 26. септембра 2004. године и на њој је победио Рубенс Барикело.
Луис Хамилтон je oстварио највећи број победа на овој стази - шест.

## Стаза
Велика награда Кине се одржава на стази Шангај Интернашонал у близини Шангаја.
То је једна од најскупљих стаза у формули 1.
Њена изградња је коштала 240 милиона долара.
Дизајнирао ју је чувени дизајнер стаза формуле 1 Херман Тилке.

## Победници трка
Највише победа је до сада забележио Луис Хамилтон - шест. Најуспешнији конструктор је Мерцедес са шест победа до сада.
| Година | Возач             | Конструктор       | Локација            |
| ------ | ----------------- | ----------------- | ------------------- |
| 2019   | Луис Хамилтон     | Мерцедес          | Шангај интернашонал |
| 2018   | Данијел Рикијардо | Ред бул           | Шангај интернашонал |
| 2017   | Луис Хамилтон     | Мерцедес          | Шангај интернашонал |
| 2016   | Нико Розберг      | Мерцедес          | Шангај интернашонал |
| 2015   | Луис Хамилтон     | Мерцедес          | Шангај интернашонал |
| 2014   | Луис Хамилтон     | Мерцедес          | Шангај интернашонал |
| 2013   | Фернандо Алонсо   | Ферари            | Шангај интернашонал |
| 2012   | Нико Розберг      | Мерцедес          | Шангај интернашонал |
| 2011   | Луис Хамилтон     | Макларен Мерцедес | Шангај интернашонал |
| 2010   | Џенсон Батон      | Макларен Мерцедес | Шангај интернашонал |
| 2009   | Себастијан Фетел  | Ред Бул Рејсинг   | Шангај интернашонал |
| 2008   | Луис Хамилтон     | Макларен Мерцедес | Шангај интернашонал |
| 2007   | Кими Раиконен     | Ферари            | Шангај интернашонал |
| 2006   | Михаел Шумахер    | Ферари            | Шангај интернашонал |
| 2005   | Фернандо Алонсо   | Рено              | Шангај интернашонал |
| 2004   | Рубенс Барикело   | Ферари            | Шангај интернашонал |

## Скорашње трке
У сезони 2007. ВН Кине се возила 7. октобра.
Најбржи је био финац Кими Раиконен, а за њим је био Фернандо Алонсо.
У сезони 2008. ВН Кине ће се возила 19. октобра.
Британац Луис Хамилтон је остварио хет-трик: имао је пол-позицију, возио је најбржи круг и на крају је тријумфовао на трци.
Од 2008. године до данас, увек је победио болид са Мерцедесовим мотором, осим у сезони 2009. ,сезони 2013. и сезони 2018. године.